# Guido Giuseppe Rossi
Guido Giuseppe Rossi (Saluzzo, 27 aprile 1968) è un politico italiano.

## Biografia
Entra per la prima volta, come deputato, in Parlamento nel 2000 a seguito di subentro del collega di partito Oreste Rossi; alle elezioni politiche del 2001 invece è eletto deputato sin dall’inizio della legislatura. È stato membro, dal 2000 al 2001, della XIV Commissione politiche dell’Unione europea e, dal 001 al 2006, della II Commissione giustizia